# Dubstep
Il dubstep  è un genere di musica elettronica nata ufficialmente a Londra nei primi anni 2000 nella scena garage del Regno Unito. Deriva dal 2step e dal reggae, con ritmi di batteria principalmente hip-hop a quelli classici (da non confondere con ritmiche sincopate) . Dalla nascita del genere sono nati altri sottogeneri: melodic dubstep, brostep, hybrid trap, briddim, chillstep, deathstep, minatory, post-dubstep, metalstep, tearout.

## Storia

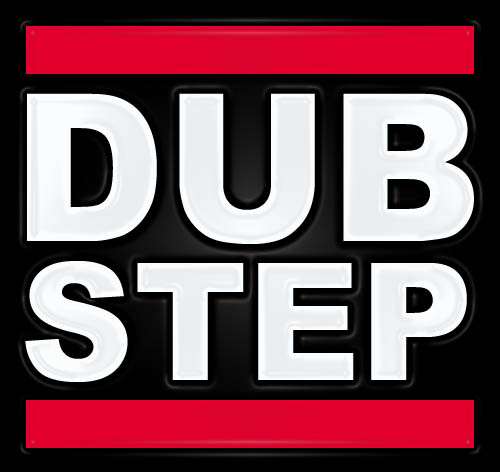
Uno dei tanti loghi del dubstep

Una delle prime sperimentazioni proto-dubstep che portarono alla nascita del genere è il brano Flat Beat dell'artista francese Mr. Oizo che raggiunse la prima posizione in classifica in UK nell'anno 1999, successivamente artisti come El-B o Zed Bias portarono la UK garage, attorno all'anno 2000, verso uno stile più cupo e psichedelico indirizzandolo verso l'halfstep.
Il genere diventò tale grazie al trio londinese Skream, Benga e DJ Hatcha e così attraverso sperimentazioni la dubstep divenne indipendente. Una caratteristica di certi filoni di dubstep è il basso di wobble, spesso definito come il "wub", in cui una nota di basso estesa viene manipolata ritmicamente. Questo tipo di basso viene tipicamente prodotto utilizzando un oscillatore a bassa frequenza per manipolare determinati parametri di un sintetizzatore come volume, distorsione o taglio del filtro. Il suono risultante è un timbro punteggiato da variazioni ritmiche nel volume, nel taglio del filtro o nella distorsione. Questo stile di basso è un fattore trainante in alcune varianti di dubstep, in particolare nella parte più vicina al club dello spettro.
Va ricordato anche Mick Harris, batterista dei Napalm Death che con gli Scorn e il disco Stealth del 2007 ebbe una forte influenza sul trip hop e quindi sul moderno dubstep,

## Caratteristiche
Il tempo si colloca intorno ai 140 battiti al minuto fino ad arrivare in alcuni casi a 180 bpm, le ritmiche sono spesso sincopate, reggae e usualmente contengono un solo colpo di rullante onedrop, di solito sul terzo quarto. Questo differenzia il dubstep dagli altri generi "da ballo" come la house e la techno poiché la ritmica risulta meno scontata, rallentata e spesso enfatizzata più dalla linea di basso (per via delle contaminazioni da parte del dub) che dalle percussioni.

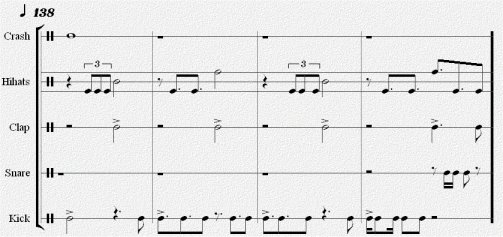
Schema ritmico

Musicalmente, il dubstep è riconoscibile per il suo ritmo 2-step che si divide nel onedrop, steppers (con tempo terzinato) o il rocker (tutti tempi derivanti dal reggae), l'enfasi sui rullanti simili a quelli della 2-step garage, e per la particolare attenzione alle linee di basso, potenti, cupe e molto sintetiche. Il dubstep assume sonorità provenienti da molti generi di musica, dall'elettronica fino alla musica house o alla techno di Detroit. Se inizialmente il genere andava virando verso sonorità dub "incattivite" o ritmi 2step di nuova concezione, negli ultimi anni la dubstep ha assunto un ruolo importante nell'elettronica grazie all'eclettismo di molti artisti.
Il brostep con suoni aggressivi, batteria pesante e 150 bpm, è la più energetica
L'Hybrid Trap possiede influenze dalla trap, 
Il Riddim è caratterizzato da suoni e ritmi molto monotoni, sia dal punto di vista ritmico che melodico. 
Il chillstep si presenta con ritmi calmi e atmosfere molto tranquille.
Il Melodic Dubstep, infine, è caratterizzato da accordi potenti.

## Sottogeneri
Uno dei sottogeneri più conosciuti del dubstep è il melodic dubstep (che è differente dal chillstep), il quale dà grande importanza ad accordi, melodie euforiche e parti vocali, spesso caratterizzate dalla presenza di una voce femminile e vocals corretti nell'intonazione (autotune), a differenza del dubstep classico che si basa molto sulla linea di basso e sulle percussioni.
Un altro sottogenere molto conosciuto è il drumstep: con i suoi 175/190 bpm, è spesso influenzata da elementi ritmici e melodici tipici del drum n bass.
Come genere che vuole unire le caratteristiche del trap con il dubstep c'è l'hybrid trap, chiamata spesso trapstep.
La deathstep (che comprende anche la minatory), invece, si riconosce per le ritmiche più marcate e pesanti, il timbro più violento e aggressivo dei bassi, le melodie inquietanti con diffusi accenni alla musica orchestrale e le sonorità sinistre derivate da temi horror,  arricchite con i richiami ritmici del genere industrial. Alcuni artisti di questo sottogenere sono per esempio Code:Pandorum, MOTH, Influx e Havel. 
La minatory è un sottogenere estremo della deathstep e - in alcuni casi - della tearout; è descritta come una fusione fra deathstep/heavy dubstep, industrial e metal estremo, in particolare doom e death doom metal, sludge metal e black metal, specialmente nelle varianti war e depressive. Le ritmiche variano notevolmente, non di rado sono presenti blast beats al posto del kick nei pre-drop, il drop stesso assume le caratteristiche di un breakdown - caratteristica già presente nella deathstep e nella tearout - e spesso, invece di utilizzare una drum machine, il beat viene suonato con la batteria. Osiriz fu il primo produttore a portare in auge questo sottogenere, seguito poi da White Eyes. Influx, Scarred, Abhorrent e Carthus mixano la già estrema minatory con elementi dark ambient e Blackened death metal; alcuni produttori aggiungono un'ulteriore influenza Dungeon synth, creando così la Dungeon minatory, mentre altri attingono dalla musica romantica e dal funeral doom metal: lo stile viene chiamato funeral minatory. 
Il genere conosciuto, invece, come metalstep consiste nell'unione tra la dubstep e l'heavy Metal, in particolare nei suoi sottogeneri più commerciali, quali alternative metal e melodic metalcore . I suoi più importanti esponenti sono Sullivan King, Kai Wachi e PhaseOne.
Il sottogenere chiamato con il nome di tearout ha come caratteristica la presenza di suoni molto profondi e forti, che sono simili a quelli del sottogenere deathstep. I primi, però, sono più “puliti”, in gergo, in numero minore, più forti ed estremi. Anche la batteria diventa più complessa e dura, pur mantenendo lo stesso ritmo. L’unico considerato il tale da riuscire a eseguire questo sottogenere alla perfezione e nelle sue più estreme forme è il producer e DJ Marauda, un tempo chiamato Mastadon. Altri nomi importanti sono Vastive, Akvma, Nimda, Le Bawski, Vulgatron e Oddprophet. 
I sottogeneri che si buttano di più nel genere house sono la complextro e la bass-house, caratterizzati da una linea ritmica (di stampo electro nel caso del complextro, UK garage nel caso della bass house) che quindi ricalca molto la musica house, unita alla linea di basso caratteristica del genere dubstep.

## Wobble Bass
Il basso che caratterizza il genere (denominato con la parola onomatopeica wobble), consiste in una nota di basso estesa che viene modulata nei suoi parametri (yxz), come distorsione, taglio del filtro o nelle caratteristiche della forma d'onda. 
Per la modulazione si utilizza in genere un oscillatore a bassa frequenza (detto LFO nei sintetizzatori) 
Il suono risultante, dunque, è un timbro punteggiato da variazioni ritmiche nel volume, nel taglio del filtro o nella distorsione. 
Questa operazione di modulazione della linea di basso è un fattore notevole in alcune varianti del dubstep. Spesso il suono viene inoltre arricchito da ulteriori effetti, come flanger, bitcrusher o risuonatori. Infatti nel riddim, ad esempio, le linee di basso sono più metalliche e percussive a causa di ciò.

### Bass House
Negli ultimi anni l’uso di questo suono è diventato molto frequente, tanto da dare vita ad un nuovo stile musicale: la bass house. La canzone “promotore” di questo sottogenere musicale è Rock The Party, brano di Jauz ed Ephwurd, pubblicata tramite Spinnin Records nel 2015. 
Nuovi giovane artisti emergenti si sono messi in risalto con questo genere, come Curbi, Atrip, Jvst Say Yes, Dustycloud, Subshock & Evangelos, Quiet Disorder e molti altri. Altri artisti già presenti nella scena musicale hanno fatto di questo stile il loro punto di forza, come gli stessi Virtual Riot Jauz ed Ephwurd, Joyryde, Skrillex, Pegboard Nerds, Zeds Dead, Sikdope, Autoerotique, Lucky Charmes (per citarne alcuni). Lo stile influenzò anche vari artisti di fama mondiale specializzati in musica EDM, come Tiësto, Bassjackers, R3hab, Curbi, Tony Junior, Henry Fong, Ummet Ozcan, Yves V, Pep & Rash e molti altri ancora. Nacquero inoltre numerose etichette discografiche relative al nuovo stile musicale, come la Bass House Records o la Bite This!, fondata da Jauz.

## Cronologia

### 1999-2002
I primi suoni di proto-dubstep provenivano originariamente dalle produzioni del 1999-2000 da produttori come Oris Jay, El-B, Steve Gurley e Zed Bias.
Produzioni che influenzano night club.
Le prime case discografiche che iniziarono ad accettare canzoni proto-dubstep furono Tempa, Soulja, Road, Vehicle, Shelflife, Texture, Lifestyle e Bingo.
Il termine «dubstep» si iniziò ad usare intorno al 2002.